# The Struggle
The Struggle is een Amerikaanse dramafilm uit 1931 onder regie van D.W. Griffith. Het scenario is losjes gebaseerd op de roman L'Assommoir (1877) van de Franse auteur Émile Zola.

## Verhaal
De ploegbaas Jimmie Wilson zweert dat hij zal stoppen met drinken, als hij trouwt met Florrie. Door de druk thuis en op het werk gaat hij weer drinken. Hij wordt ontslagen wegens dronkenschap en gaat door de straten zwerven. Wanneer zijn dochter Mary in levensgevaar verkeert door een sneeuwstorm, moet hij bij zinnen komen om haar te redden.

## Rolverdeling
| Acteur            | Personage        |
| ----------------- | ---------------- |
| Hal Skelly        | Jimmie Wilson    |
| Zita Johann       | Florrie          |
| Charlotte Wynters | Nina             |
| Evelyn Baldwin    | Nan Wilson       |
| Jackson Halliday  | Johnnie Marshall |
| Edna Hagan        | Mary             |
| Claude Cooper     | Sam              |
| Arthur Lipson     | Cohen            |
| Charles Richman   | Mijnheer Craig   |
| Helen Mack        | Kattig meisje    |
| Scott Moore       | Gigolo           |
| Dave Manley       | Fabrieksarbeider |